# Dugald Thomson
Pour les articles homonymes, voir Thomson.
Dugald Thomson, né le 28 décembre 1849 à Londres et mort le 27 novembre 1922 à Sydney, est un homme politique australien.

## Biographie
Il est le fils d'un courtier d'assurances, et sa famille quitte l'Angleterre pour s'installer en Australie-Méridionale lorsqu'il est encore bébé. Il est toutefois scolarisé en Angleterre, et à son retour en Australie à l'âge de 19 ans, il est employé par un marchand de thé et de café à Melbourne. Il fonde ensuite une branche de cette entreprise à Sydney, et co-fonde dans le même temps une co-opérative de ferrys à vapeur.
Membre du Parti pour le libre-échange, en 1894 il est élu député de la circonscription de Warringah à l'Assemblée législative de Nouvelle-Galles du Sud. Il est élu député de Sydney-nord à la Chambre des représentants d'Australie aux premières élections fédérales en 1901, et réélu en 1903 et 1906. D'août 1904 à juillet 1905 il est le ministre de l'Intérieur dans le seul gouvernement fédéral formé par le Parti pour le libre-échange. Il est un député actif dans les débats et les commissions, amiable sans être particulièrement éloquent. Il ne se représente pas aux élections de 1910.
Cofondateur d'un foyer de convalescence pour anciens combattants, qu'il contribue à financer, il est également président d'un fonds de financement de mémoriaux de guerre.